# Tonari no Seki-kun
Tonari no Seki-kun (jap. となりの関くん) – manga autorstwa Takumy Morishige, publikowana na łamach magazynu „Gekkan Comic Flapper” wydawnictwa Media Factory od 5 października 2010.
Na podstawie mangi powstał 21-odcinkowy telewizyjny serial anime oraz cztery odcinki specjalne OVA wyprodukowane przez studio Shin-Ei Animation. Ponadto od 4 lipca 2020 na łamach „Gekkan Comic Flapper” publikowana jest kontynuacja pod tytułem Tonari no Seki-kun Junior (jap. となりの関くん じゅにあ Tonari no Seki-kun Junia).

## Fabuła
W pewnej szkole pracowita uczennica Rumi Yokoi ma swoje życie odwrócone do góry nogami, gdy siedzący obok niej tytułowy protagonista, Toshinari Seki zaczyna bawić się czymś podczas lekcji. Yokoi się irytuje, gdyż przez skomplikowaną zabawę Seki'ego nie jest w stanie się skupić na lekcji. Mimo to bardzo wciąga się w jego ciekawe hobby i obserwuje jego oszałamiające sposoby zabicia czasu.

## Bohaterowie

### Główni
- Toshinari Seki (jap. 関俊成 Seki Toshinari) – tytułowy protagonista serii. Na każdej lekcji nudzi się i wdaje się w skomplikowane zabawy dla zabicia czasu.

Seiyū: Hiro Shimono 
- Rumi Yokoi (jap. 横井るみ Yokoi Rumi) – uczennica siedząca obok Seki'ego, która patrzy na jego poczynania, przez co nie może skupić się na lekcjach.

Seiyū: Kana Hanazawa 

### Drugoplanowi
- Sakurako Gotō (jap. 後藤桜子 Gotō Sakurako) – uczennica siedząca niedaleko Seki'ego i Yokoi podczas lekcji sztuki, a następnie zostaje przyjaciółką Yokoi. Przyjmuje, że Seki i Yokoi są parą, ponieważ mają sposób, w którym wchodzą w interakcje w klasie[7].

Seiyū: Satomi Satō 
- Tomoka Hashino (jap. 橋野友香 Hashino Tomoka) – koleżanka Yokoi z klasy, nosząca okulary.

Seiyū: Kokoro Kikuchi 
- Akiyasu Uzawa (jap. 宇沢明康 Uzawa Akiyasu) – jest wyluzowanym kolegą z klasy, który łatwo się nudzi i często staje na drodze działań Seki'ego[8].

Seiyū: Minoru Shiraishi 
- Takahiro Maeda (jap. 前田高広 Maeda Takahiro) – kolega z klasy, który siedzi przed Seki'm. Ze względu na swój wzrost i dużą budowę blokuje nauczycielom zauważanie działań Seki'ego[9].

Seiyū: Shigeyuki Susaki 
- Yū Nakama (jap. 仲間由宇 Nakama Yū) – koleżanka i zarazem przyjaciółka Yokoi.

Seiyū: Mami Shitara 

## Manga
Seria została zapoczątkowana w formie one-shotu wydanego na łamach magazynu „Gekkan Comic Flapper” w sierpniu 2010. Serializacja rozpoczęła się 5 października tego samego roku, zaś pierwszy tom typu tankōbon został wydany 23 kwietnia 2011 nakładem wydawnictwa Media Factory.
8 czerwca 2020 autor mangi Takuma Morishige zapowiedział, że 4 lipca na łamach „Gekkan Comic Flapper” zostanie opublikowany pierwszy rozdział kontynuacji zatytułowanej Tonari no Seki-kun Junior (jap. となりの関くん じゅにあ Tonari no Seki-kun Junia). Natomiast pierwszy tankōbon ukazał się w sprzedaży 23 czerwca 2021.

### Dystrybucja mangi poza Japonią
24 stycznia 2014 amerykańskie wydawnictwo Vertical poinformowało o wykupieniu licencji na wydawanie mangi w Stanach Zjednoczonych od 2015 roku pod tytułem My Neighbor Seki. Ponadto 22 czerwca 2015 prawa wykupiło także francuskie wydawnictwo Akata, które wydaje pod tytułem Séki, mon voisin de classe.

### Spis tomów

#### Tonari no Seki-kun
| Nr | Data wydania (język japoński) | ISBN (język japoński)  |
| --- | ----------------------------- | ---------------------- |
| 1 | 23 kwietnia 2011              | ISBN 978-4-04-066517-7 |
| 2 | 22 listopada 2011             | ISBN 978-4-04-066518-4 |
| 3 | 23 lipca 2012                 | ISBN 978-4-04-066519-1 |
| 4 | 5 kwietnia 2013               | ISBN 978-4-04-066520-7 |
| 5 | 4 stycznia 2014               | ISBN 978-4-04-066240-4 |
| Nota: ISBN 978-4-04-066143-8 w przypadku edycji specjalnej zawierającej dwa odcinki specjalne OVA wydane na płycie DVD. |                               |                        |
| 6 | 23 lipca 2014                 | ISBN 978-4-04-066819-2 |
| 7 | 23 kwietnia 2015              | ISBN 978-4-04-067515-2 |
| 8 | 22 grudnia 2015               | ISBN 978-4-04-067865-8 |
| 9 | 23 sierpnia 2016              | ISBN 978-4-04-068510-6 |
| 10 | 23 marca 2017                 | ISBN 978-4-04-069019-3 |

#### Tonari no Seki-kun Junior
| Nr | Data wydania (język japoński) | ISBN (język japoński)  |
| -- | ----------------------------- | ---------------------- |
| 1  | 23 czerwca 2021               | ISBN 978-4-04-680481-5 |

## Anime
Na podstawie mangi powstała adaptacja anime, za której produkcję odpowiedzialne było studio Shin-Ei Animation. Wyprodukowano 21 odcinków, które emitowane były od 5 stycznia do 25 maja 2014 na antenie TV Tokyo oraz AT-X. Ponadto powstały 4 odcinki specjalne OVA – pierwsze dwa z nich zostały wydane 4 stycznia 2014 jako dodatek do edycji specjalnej piątego tomu mangi, zaś 2 kolejne – 28 maja tego samego roku, jako dodatek do dwóch płyt DVD.

### Spis odcinków
| Lp. | Tytuł odcinka                                | Premiera         |
| --- | -------------------------------------------- | ---------------- |
| OVA | Bōtaoshi (棒倒し)                            | 4 stycznia 2014  |
| OVA | Neko (猫)                                    | 4 stycznia 2014  |
| 1   | Domino (ドミノ)                              | 5 stycznia 2014  |
| 2   | Shōgi (将棋)                                 | 12 stycznia 2014 |
| 3   | Tsukue-migaki (机みがき)                     | 29 stycznia 2014 |
| 4   | Igo (囲碁)                                   | 26 stycznia 2014 |
| 5   | Keshigomu hanko (消しゴムはんこ)             | 2 lutego 2014    |
| 6   | Hinan kunren (避難訓練)                      | 9 lutego 2014    |
| 7   | Tegami mawashi (手紙まわし)                  | 9 lutego 2014    |
| 8   | Shōgi 2 (将棋②)                              | 23 lutego 2014   |
| 9   | Amimono (編み物)                             | 2 marca 2014     |
| 10  | Golf Gorufu (ゴルフ)                         | 9 marca 2014     |
| 11  | Tozan (登山)                                 | 16 marca 2014    |
| 12  | Rajikon (ラジコン)                           | 23 marca 2014    |
| 13  | Pool Pūru (プール)                           | 30 marca 2014    |
| 14  | Obentō (お弁当)                              | 6 kwietnia 2014  |
| 15  | Kamizumō (紙ずもう)                          | 13 kwietnia 2014 |
| 16  | Shōgi vs Chess Shōgi vs Chesu (将棋vsチェス) | 20 kwietnia 2014 |
| 17  | Fukuwarai (福笑い)                           | 27 kwietnia 2014 |
| 18  | Tejina (手品)                                | 4 maja 2014      |
| 19  | Megane (眼鏡)                                | 11 maja 2014     |
| 20  | Parapara-manga (パラパラ漫画)                | 18 maja 2014     |
| 21  | Mochimono kensa (持ち物検査)                 | 25 maja 2014     |
| OVA | Rinkan gakkō (林間学校)                      | 28 maja 2014     |
| OVA | Yuki asobi (雪あそび)                        | 28 maja 2014     |

## Live-action drama
Live-action drama zatytułowana Tonari no Seki-kun to Rumi-chan no jishō (jap. となりの関くんとるみちゃんの事象) powstała dzięki połączeniu z inną serią tego typu nazwanej Rumi-chan no jishō (jap. るみちゃんの事象). Wyprodukowano 8 odcinków, które emitowane były od 27 lipca do 14 września na antenie MBS i TBS. Autor mangi, Takuma Morishige powiedział:

Czuję dziwne przeznaczenie, że imiona bohaterki są takie same.

## Odbiór
W lipcu 2014 manga osiągnęła sprzedaż na poziomie 3 milionów egzemplarzy. Rebecca Silverman z serwisu Anime News Network przyznała pierwszemu tomowi mangi ocenę C+, Karen Mead z Japanatora wspomniała, że anime wprowadziło szczegóły do projektów Seki'ego, a nie do postaci, i że chociaż odcinki mógły być krótsze o 3-4 minuty, to zostały rozszerzone do 8 minut, a openingi i endingi dają szanse na budowanie atmosfery i napięcia, zaś Richard Eisenbeis z Kotaku nazwał anime „najbardziej podstawowym, ale chyba najbardziej rozrywkowym anime sezonu”.

## Nagrody i wyróżnienia
| Rok  | Nazwa        | Rezultat  | Źródło |
| ---- | ------------ | --------- | ------ |
| 2012 | Manga Taishō | Nominacja | [ 31 ] |
| 2016 | YALSA Awards | Nominacja | [ 32 ] |